# Пеларгоновая кислота
Пеларгоновая кислота (Нонановая кислота) СH3(CН2)7COOH — одноосновная предельная карбоновая кислота. Представляет собой маслообразную жидкость, застывающую при охлаждении в листовато-кристаллическую массу, плавящуюся при 12,5 °C; tкип 253—254 °C. Соли и анионы пеларгоновой кислоты называются пеларгонатами.

## Нахождение в природе
В природе пеларгоновая кислота содержится в виде эфиров в летучем масле Pelargonium roseum, в сивушном масле кормовой свеклы и картофеля, в японском воске; в небольших количествах — в сильно прогорклых жирах (как продукт окисления олеиновой кислоты), в нефти.

## Получение
Получают пеларгоновую кислоту озонолизом олеиновой кислоты с последующим окислением продукта реакции воздухом или O2; выделяют ректификацией из фракций C5-C9, C7-C9 и C9-C10 синтетических жирных кислот; путём сплавления непредельной ундециленовой кислоты с гидроксидом калия, к которому прибавлено немного воды:

СН3—(СН2)7—СН=СH—СООН + 2КOH = СН3—(СН2)7—COKO + CH3—COKO + H2

По окончании реакции полученную соль пеларгоновой кислоты разлагают соляной кислотой и свободную пеларгоновую кислоту перегоняют под уменьшенным давлением.

Пеларгоновая кислота получается также омылением соответствующего нитрила, нормального цианистого октила C8H17CN, и образуется при окислении азотной кислотой олеиновой и стеариновой кислоты, а также в некоторых других случаях.

## Применение
Применяют пеларгоновую кислоту в производстве полиэфирных алкидных смол, красителей, стабилизаторов; замещённые пеларгоновой кислоты используют в качестве биостимуляторов, эфиры — в качестве душистых веществ, например этилпеларгонат имеет запах розы.